# Friedrich Bernhard von Hagke

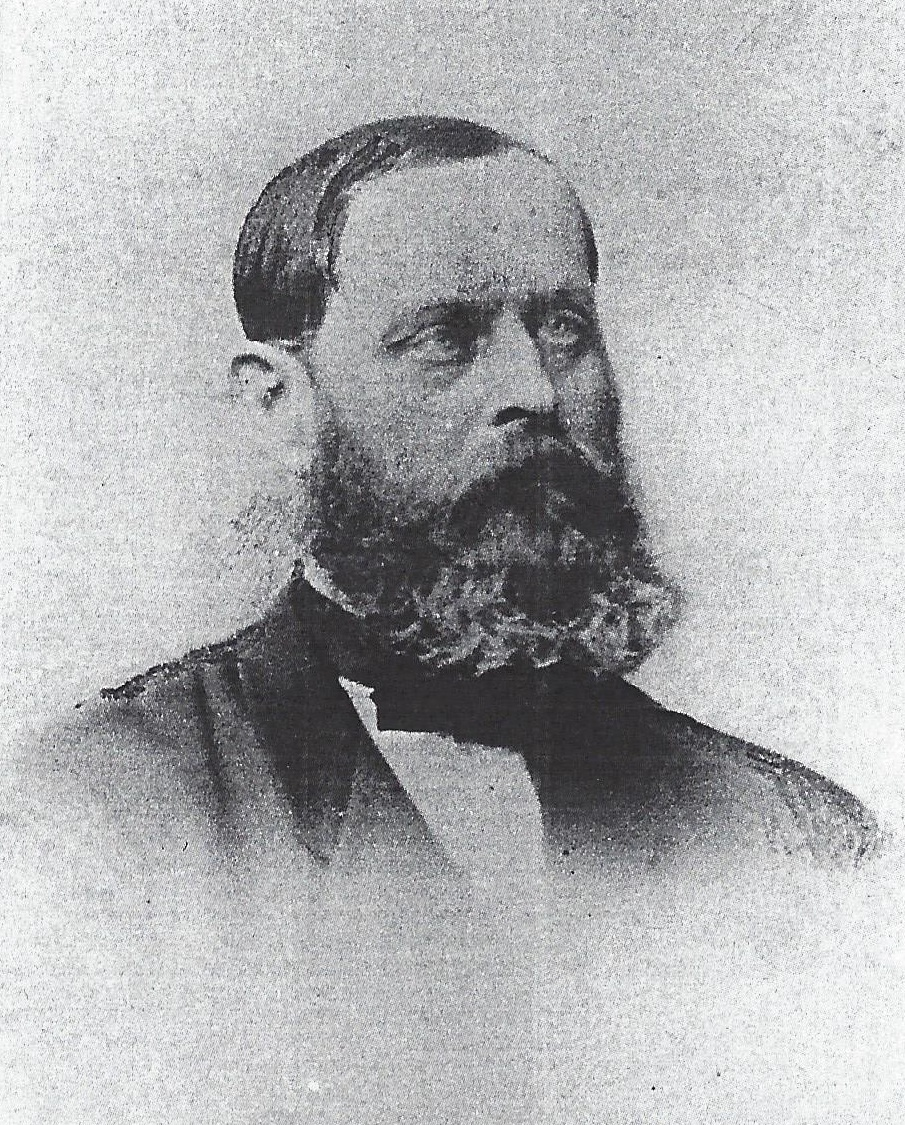
Friedrich Bernhard von Hagke

Friedrich Bernhard von Hagke (* 15. Februar 1822 in Pegau; † 5. Oktober 1874 in Schilfa) war ein deutscher Verwaltungsjurist und Gutsbesitzer. Von 1867 bis 1873 war er Mitglied des Reichstages.

## Leben
Hagke stammte aus dem thüringischen Uradelsgeschlecht Hagke. Im Gegensatz zu anderen Familienmitgliedern wurde er nicht in den Freiherrenstand erhoben; in seinen Veröffentlichungen nannte er sich aber selbst Freiherr.
Ab 1841 studierte er Rechtswissenschaft an der Georg-August-Universität Göttingen und der Rheinischen Friedrich-Wilhelms-Universität Bonn. Er wurde im Corps Bremensia Göttingen (1842) und im Corps Borussia Bonn (1843) aktiv. 1852 wurde er zum Landrat im thüringischen Kreis Weißensee ernannt, was er bis zu seinem Tode blieb.
1867 wurde er in den Reichstag (Norddeutscher Bund) gewählt. Für die Deutsche Reichspartei kam er nach der Deutschen Reichsgründung 1871 für den Wahlkreis Regierungsbezirk Erfurt 3 (Langensalza-Mühlhausen-Weißensee) in den Reichstag (Deutsches Kaiserreich). Dieses Mandat legte er 1873 krankheitshalber nieder. Besonders engagierte er sich für die Einrichtung eines Zentralarchivs.
Am 10. Mai 1846 heiratete er Gabriele Freiin von Marschall (1821–1905), eine Schwester des Landrates Rudolf Levin Marschall von Altengottern. Ihr gemeinsamer Sohn Leo von Hagke kam 1849, die Tochter Marie von Hagke 1851 zur Welt.

## Schriften
- Urkundliche Nachrichten über die Städte und Dörfer und Güter des Kreises Weißensee, Weißensee 1867
- Personalcodex des Weissensee'r Kreises von der ältesten bis zur neuesten Zeit, Weißensee 1868